# Brother’s Keeper (Film)
 Brother’s Keeper (auf Deutsch auch „Meines Bruders Hüter“) ist ein Dokumentarfilm von 1992, der einen vermeintlichen Mordfall aus dem Jahr 1990 nachzeichnet. Der Film ist in der Tradition des „Direct Cinema“ nach dem Vorbild von Albert und David Maysles gemacht, für die die Produzenten Berlinger und Sinofsky vormals gearbeitet haben.

## Inhalt
In dem kleinen Ort Munnsville, einer ländlichen Gemeinde in der Nähe von Syracuse, im US-Bundesstaat New York, leben vier ältere Brüder, William, Adelbert (genannt Delbert), Lyman, und Roscoe Ward zusammen in einem heruntergekommenen alten Farmhaus. Alle vier haben keine abgeschlossene Schulbildung, können kaum lesen und schreiben und bearbeiten Farmland, das seit Generationen in Familienbesitz ist.
Eines Morgens wird William, der Älteste, tot in seinem Bett aufgefunden. Er war schon seit längerer Zeit krank. Sein Bruder Delbert wird daraufhin beschuldigt, ihn im Schlaf mit einem Kissen erstickt zu haben. Entweder, weil er ihm weitere Leiden ersparen wollte, oder aber, weil es zwischen den beiden Brüdern, die gemeinsam in einem Bett schliefen, nach homosexuellen Handlungen zu einem Streit gekommen sei.
Bei der New York State Police unterschreibt Delbert ein schriftliches Geständnis. Der Staatsanwalt aus der Stadt erhebt Anklage. Die Menschen in der Gemeinde glauben jedoch fest an Delberts Unschuld, da sie die Ward Brüder seit Jahrzehnten kennen. Sie unterstützen seine Verteidigung.
Der Verteidiger argumentiert vor Gericht, dass William an einer natürlichen Ursache gestorben sei. Delbert, dem ein IQ von 68 attestiert wurde, sei von der Polizei dazu genötigt worden etwas zu unterschreiben, das er weder lesen noch verstehen kann.
Am Ende wird Delbert freigesprochen.
Der Film legt den Konflikt zwischen der provinziellen ländlichen Bevölkerung und der urbanen großstädtischen Gesellschaft und deren gegensätzliche Sicht der Dinge in den USA offen. Neben dem Gerichtsverfahren gegen Delbert Ward hat der Film in einer zweiten Ebene auch die Probleme einer kleinen Randgemeinde zum Inhalt, die um das Überleben kämpft, weil ihr Land nach und nach von Investoren aufgekauft und die ursprüngliche Struktur der Gemeinde zerstört wird.

## Das weitere Schicksal
Nach Ende der eigentlichen Dreharbeiten fuhren die Produzenten des Films mit den drei Ward Brüdern nach New York, wo sie immer schon einmal hin wollten. Eigentlich sollten die Szenen in New York den Dokumentarfilm beschließen. Beim endgültigen Schnitt entschied man sich jedoch dagegen.
Delbert Ward starb am 6. August 1998 im Alter von 67 Jahren in Cooperstown. Die Todesursache wurde nicht bekannt.
Roscoe Ward starb am 23. Juni 2007. Er wurde 88 Jahre alt. Lyman Ward verschied mit 85 am 15. August 2007.

## Titel
Der Titel „Brother’s Keeper“ ist dem Buch Genesis aus der Bibel entnommen.
Gott fragt Kain: „Wo ist dein Bruder Abel?“ Kain antwortet: „Ich weiß es nicht. Bin ich meines Bruders Hüter?“

## Auszeichnungen
- Directors Guild of America, USA: DGA Award for Outstanding Directorial Achievement in Documentary/Actuality
- Kansas City Film Critics Circle Awards: KCFCC Award for Best Documentary
- National Board of Review, USA: NBR Award for Best Documentary
- New York Film Critics Circle Awards: NYFCC Award for Best Documentary
- Sundance Film Festival: Audience Award for Documentary

## Nominierungen
- Sundance Film Festival: Grand Jury Prize for Documentary

## Kritiken
„‚Brother’s Keeper,‘ der beste Dokumentarfilm des Jahres, hat eine Wirkung und eine Direktheit, um den ihn manche fiktive Filmgeschichte beneiden dürfte. Er erzählt eine eindrucksvolle Geschichte, und einige Passagen sind begeisternd, wie die Nachbarn von Munnsville beschließen, dass Delbert nicht von einem ehrgeizigen Staatsanwalt überrollt werden darf, dem eine Verurteilung wichtiger ist, als die tatsächlichen Gegebenheiten zu verstehen.“